# گاوداری شمس‌آباد
گاوداری شمس‌آباد یک منطقهٔ مسکونی در ایران است که در دهستان محمدآباد (مرودشت) واقع شده‌است. گاوداری شمس‌آباد ۴۹ نفر جمعیت دارد.